# ガンビア (軽巡洋艦)
| 「ガンビア」 | |
| 艦歴         | |
| 発注         | |
| 起工         | 1938年7月24日 |
| 進水         | 1940年11月30日 |
| 就役         | 1942年2月21日 |
| 貸与         | ニュージーランド海軍に貸与 (1943年9月22日 - 1946年3月27日) |
| 退役         | 1960年12月 |
| その後       | 1968年12月5日にスクラップとして売却 |
| 除籍         | |
| 性能諸元     | |
| 排水量       | 基準：8,530トン、満載：10,450トン |
| 全長         | 169.3 m (555.5 ft) |
| 全幅         | 18.9 m (62 ft) |
| 吃水         | 5.0 m (16.5 ft) |
| 機関         | アドミラリティ式重油専焼水管缶 4基 パーソンズ式ギアード・タービン 4基 4軸推進、72,500 shp                                                                             |
| 最大速力     | 33ノット(61 km/h) |
| 航続距離     | 6,520海里/13ノット |
| 乗員         | 730名 |
| 兵装         | 50口径6インチ3連装砲 4基 45口径4インチ連装砲 4基 ボフォース40mm連装対空機関砲 4基 20mm連装対空機関砲 6基 40口径2ポンド4連装ポムポム砲 3基 21インチ3連装魚雷発射管 2基 |
| 搭載機       | スーパーマリン ウォーラス2機 （後に撤去） |

ガンビア (HMS Gambia, 48/C48 HMNZS Gambia) はイギリス海軍およびニュージーランド海軍の軽巡洋艦。フィジー級。

## 艦歴

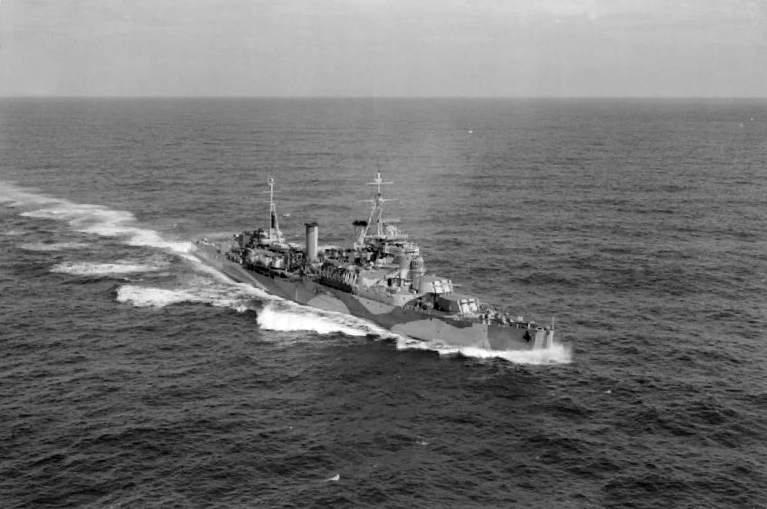
1942年8月、航海する「ガンビア」（イギリス海軍公認写真家撮影）

スワン・ハンター社で建造。1938年7月24日起工。1940年11月30日進水。1942年2月21日竣工。東洋艦隊所属となる。1942年9月にマダガスカルのマジュンガへの上陸作戦（ストリーム作戦）に参加したほか、インド洋での船団護衛などに従事。1943年6月、イギリスに戻る。
その後、損傷し戦列を離れた巡洋艦の代わりとしてニュージーランドに貸与された。
「ガンビア」はドイツ封鎖突破船捕捉作戦（ストーンウォール作戦）に投入される。1943年12月12日にプリマスより出航し、3日後にHortaに到着。それから軽巡洋艦「グラスゴー」と交代で哨戒を行った。12月23日、アメリカ護衛空母「カード」搭載機が封鎖突破船と疑われる船を発見。「ガンビア」と「グラスゴー」はアゾレス諸島北の哨戒線に着くよう命じられ、プリマスから軽巡洋艦「エンタープライズ」が出撃した。問題の船は封鎖突破船「Osorno」で、航空攻撃を受けるもジロンド川にたどり着いている。12月27日、サンダーランドが商船を発見。それは封鎖突破船「Alsterufer」であった。「エンタープライズ」、「グラスゴー」、「ガンビア」と軽巡洋艦「ペネロピ」が捕捉に向かったが、「Alsterufer」は航空攻撃を受けて沈んだ。その後、12月28日に「グラスゴー」と「エンタープライズ」は「Alsterufer」護衛のため出撃していたドイツ海軍部隊と交戦した。「ガンビア」は軽巡洋艦「モーリシャス」とともにさらに3日哨戒を続け、1944年1月1日にプリマスに帰投した。

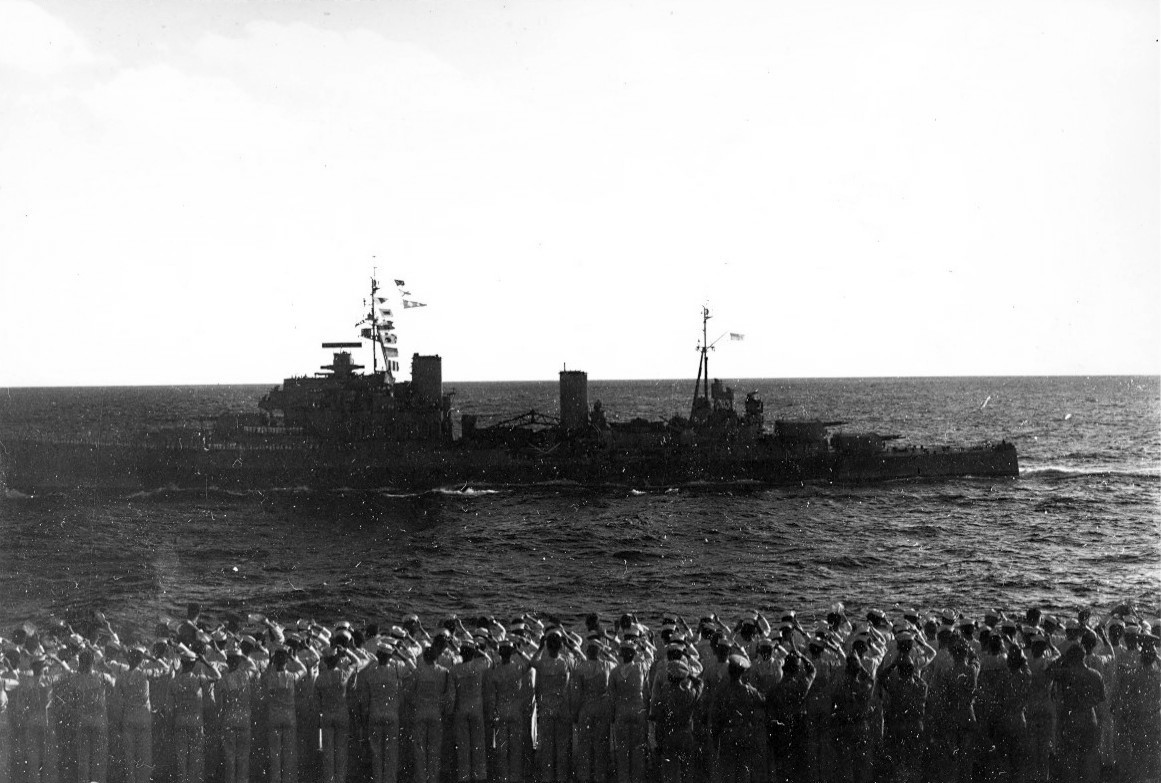
ニュージーランド海軍で（1944年5月18日）

「ガンビア」は1944年1月30日にプリマスより出航。スエズ運河を経由して2月19日にトリンコマリーに到着し、東洋艦隊の第4巡洋艦戦隊に編入された。2月22日に空母「イラストリアス」、駆逐艦2隻と共にトリンコマリーより出航し、封鎖突破船捜索を行う（スルース作戦、Operation Sleuth）。「ガンビア」は2月28日にフリーマントルへ向かった。封鎖突破船は発見されなかった。3月7日に「ガンビア」はフリーマントルより出航。船団護衛を行い、10日後にコロンボに着いた。
3月下旬、ディプロマット作戦（空母「サラトガ」を中心とするアメリカ海軍部隊との会合および演習）に参加。次いで4月にコックピット作戦（サバン空襲）、5月にトランサム作戦（スラバヤ空襲）に参加した。6月10日に「ガンビア」を含む艦隊はベンガル湾へ出撃したが敵を見なかった。その後、「ガンビア」はマドラスからコロンボへ艦隊航空隊の人員や物件を輸送した。7月のクリムズン作戦（サバン攻撃）では25日に他の艦と共に艦砲射撃を行った。
10月16日、「ガンビア」はトリンコマリーより出航。途中輸送船「General William Mitchell」、「General George M. Randall」と同道した後、メルボルンを経て11月24日にウェリントンに到着した。
1945年は太平洋艦隊所属で沖縄戦や日本本土への攻撃に参加した。8月9日にはアメリカ海軍第34.8.1任務隊や軽巡洋艦「ニューファンドランド」などと共に釜石砲撃を実施した。
「ガンビア」は1960年に退役し、1968年12月5日に解体場所に到着した。